# Walter Karmrodt
Walter Karmrodt (* 30. Juli 1927 in Oberdorla; † 17. November 2017) war ein deutscher Heimatforscher und Autor von Sachbüchern über die Thüringer Geschichte. Er war Mitglied und Leiter der Vogteier Trachtengruppe.

## Schriften
- Der Siebenmühlenbach in der Vogtei, Verlag Rockstuhl, Bad Langensalza, 2000, ISBN 3-934748-25-2
- Pferde & Steinbruch – zwei Edelsteine Oberdorla, Verlag Rockstuhl, Bad Langensalza, 2000, ISBN 3-934748-54-6
- Geschichten aus der Vogtei und dem Hainich, Verlag Rockstuhl, Bad Langensalza, 2003, ISBN 978-3-936030-28-0
- Vogteier Allerlei – Trachten, Mühlen, Pferde, Steinbrüche und Geschichten aus der Vogtei , Verlag Rockstuhl, Bad Langensalza, 2003, ISBN 978-3-936030-18-1